# エカテリーナ・ゲイニシュ
エカテリーナ・パヴロヴナ・ゲイニシュ（ロシア語: Екатери́на Па́вловна Ге́йниш、ロシア語ラテン翻字: Ekaterina Pavlovna Geynish , 2006年3月18日 - ）は、ロシア連邦モスクワ生まれの女性フィギュアスケート選手（ペア、女子シングル）である。所属国はウズベキスタン。パートナーはドミトリー・チギリョフ。

## 略歴
幼少期は音楽学校に通っていたが、2006年よりフィギュアスケートを始める。当初は女子シングル選手であったが、ロシアのフィギュアスケート界に於いては、一般的に女子シングルよりもペアが現役期間が長いので、2019年にペア転向を決意した。2021-22年シーズン終了後ドミトリー・チギリョフとカップル結成、2024年5月にウズベキスタンへ転籍。2024年スケートカナダで2位、2025年アジア冬季競技大会で優勝している。

## 主な戦績
- 2019-2020シーズンからアンドレイ・サチコフとのカップル
- 2021-2022シーズンはイリヤ・ミローノフとのカップル
- 2022-2023シーズンからはドミトリー・チギリョフとのカップル

| 大会\年                | 2019-20 | 2021-22 | 2024-25 |
| ---------------------- | ------- | ------- | ------- |
| 世界選手権             |         |         | 10      |
| 四大陸選手権           |         |         | 12      |
| ロシア選手権           |         | 11      |         |
| ロシアジュニア選手権   |         | 5 J     |         |
| GPフランス             |         |         | 6       |
| GPスケートカナダ       |         |         | 2       |
| CSジョン・ニックス国際 |         |         | 3       |
| CSブダペスト杯         |         | 1 J     |         |
| IceLab                 | 3 J     |         |         |
| アジア冬季大会         |         |         | 1       |
| J=ジュニア部門         |         |         |         |

- 2023/24年シーズン迄はロシア所属。
- マークが付いている大会はISU公認の国際大会

## 脚註
1. 1 2  “Екатерина ГЕЙНИШ и Илья МИРОНОВ: ПРАВО НА ПОБЕДЫ”. Dzen. 2024年10月28日閲覧。
2. ↑  “Фигуристы Гейниш и Чигирев намерены выступать за Узбекистан”. Tass. 2024年10月28日閲覧。